# Paco Bautista
Paco Bautista, właściwie Francisco Bautista (ur. 12 marca 1971 w Barcelonie) – hiszpański kulturysta. Jeden z najbardziej popularnych sportowców w swojej dziedzinie, znany z ekstremalnie masywnej budowy.

## Biogram
W 1999 roku najpierw wygrał Europejskie, a następnie Światowe Amatorskie Zawody Kulturystyczne. W trzy lata później wstąpił na profesjonalną scenę kulturystyczną w Stanach Zjednoczonych. Podczas Night Of The Champions zajął sukcesywne trzecie miejsce. Rok później zaliczył udany występ podczas słynnego Mr. Olympia. Dwukrotnie (w 2006 i 2007 roku) wygrał zawody Santa Susanna Pro.
Obecnie mieszka w rodzimej Barcelonie.

## Sylwetka
- wzrost: 175 cm
- waga poza sezonem: 130 kg
- waga w sezonie: 122 kg
- klatka piersiowa: 135 cm
- ramiona: 59 cm
- talia: 95 cm
- udo: 79 cm
- łydka: 53 cm

## Tytuły
- 1999 – IFBB European Amateur Championships, I m-ce
- 1999 – IFBB World Amateur Championships, I m-ce
- 2002 – IFBB Grand Prix England, IX m-ce
- 2002 – IFBB Grand Prix Holland, XIX m-ce
- 2002 – IFBB Night of Champions, III m-ce
- 2002 – IFBB Mr. Olympia, XX m-ce
- 2002 – IFBB Toronto Pro Invitational, VI m-ce
- 2005 – IFBB Toronto Pro Invitational, XIII m-ce
- 2005 – IFBB New York Pro Championships, IX m-ce
- 2006 – IFBB Mr. Olympia, –
- 2006 – IFBB Santa Susanna Pro, I m-ce
- 2007 – IFBB New York Pro Championships, XI m-ce
- 2007 – IFBB Europa Supershow, VII m-ce
- 2007 – IFBB Mr. Olympia, –
- 2007 – IFBB Santa Susanna Pro, I m-ce
- 2009 − IFBB Orlando Show of Champions, VI m-ce
- 2010 − IFBB European Pro, III m-ce